# پدرو فیگاری
پدرو فیگاری (۲۹ ژوئن ۱۸۶۱ تا ۲۴ ژوئیهٔ ۱۹۳۸) یک نقاش، وکیل، نویسنده، و سیاستمدار اروگوئهای بود. با این‌که او نقاشی را در سال‌های پایانی عمر خود آغاز کرد، بیشتر به عنوان یکی از نخستین نقاشان مدرن شناخته می‌شود که در آثارش بر ثبت جلوه‌های روزمرهٔ زندگی تأکید داشته‌است. او در اکثر آثارش کوشیده‌است تا هویت زادگاه خود را با تصویر کردن آداب و رسومی محلی ثبت کند که در دوران کودکی‌اش مشاهده کرده بود.
فیگاری عمدتاً بر اساس حافظه‌اش نقاشی می‌کرد؛ شیوه‌ای که اثر را به‌مراتب احساسی‌تر می‌سازد. او با سبک منحصربه‌فرد خود که نقاشی بدون قصد ایجاد یک اثر خیالی بود، در کنار سایر هنرمندان مشهور آمریکای لاتین، مانند دیگو ریورا و تارسیلا دو آمارائو، یک انقلاب هویت را در دنیای هنر آمریکای لاتین پایه‌گذاری کرد.

## گالری نقاشی

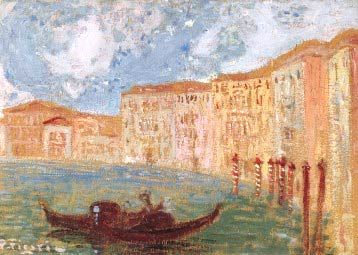
Venecia - ونیز (رنگ روغنی روی مقوا) - ۵۰×۳۵ سانتی‌متر
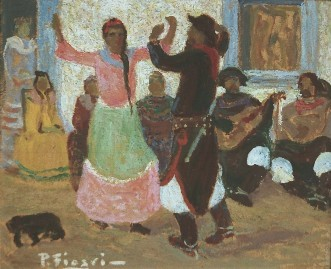
Bailecito - رقص بایلسیتو (رنگ روغنی روی مقوا) - ۴۰×۳۳ سانتی‌متر
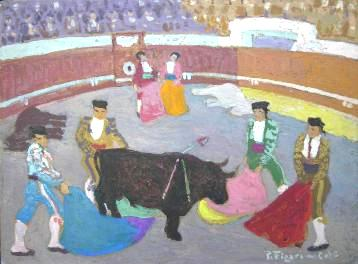
La Muerte - مرگ (رنگ روغنی روی مقوا) - ۸۰×۶۰ سانتی‌متر
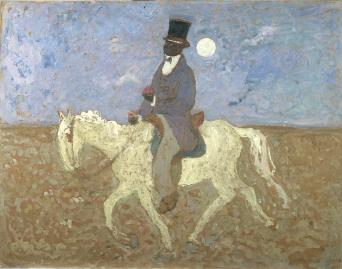
Flores silvestres - گل‌های وحشی (رنگ روغنی روی مقوا) - ۶۸٫۵×۵۳٫۵ سانتی‌متر
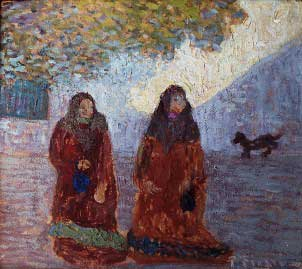
Mirá, Genoveva - نگاه کن: اپرای جنووه‌وا (رنگ روغنی روی مقوا) - ۳۳٫۵ ×۳۰ سانتی‌متر
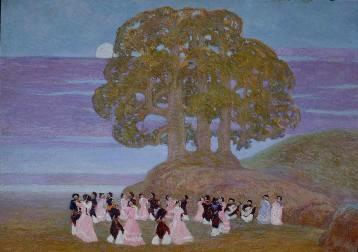
Pericón - پریکون (یک رقص چندنژادی، رنگ روغنی روی مقوا) - ۱۰۰×۷۰ سانتی‌متر
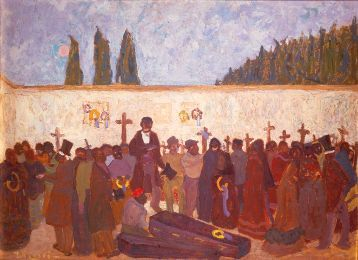
El homenaje - ادای احترام (رنگ روغنی روی مقوا) - ۸۰×۶۰ سانتی‌متر
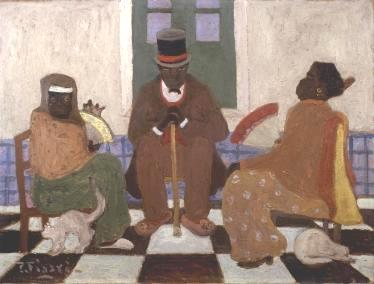
Visita pesada - ملاقات عذاب‌آور (رنگ روغنی روی مقوا) - ۶۳×۴۸ سانتی‌متر
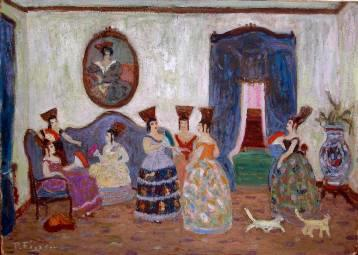
Las siete hermanas - هفت خواهر (رنگ روغنی روی مقوا) - ۷۰×۵۰ سانتی‌متر
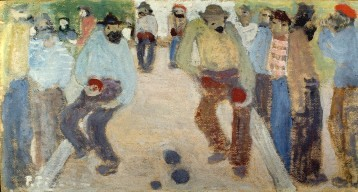
Mientras la bocha rueda - چرخش کاسه (رنگ روغنی روی مقوا) - ۵۰×۲۶ سانتی‌متر
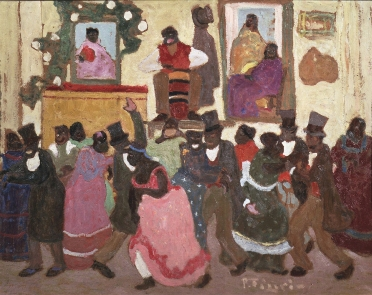
Candombe - کاندومبه (رنگ روغنی روی مقوا) - ۶۸×۵۳ سانتی‌متر
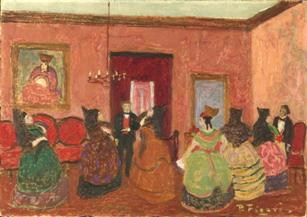
Un pedido a Rosas - درخواستی از روساس (رنگ روغنی روی مقوا) - ۶۹×۴۹ سانتی‌متر
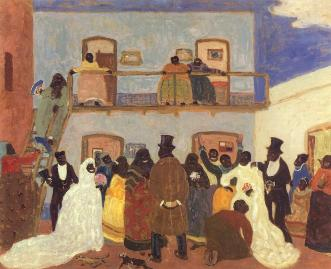
Doble boda - مراسم دوگانهٔ ازدواج (رنگ روغنی روی مقوا) - ۹۸×۷۹ سانتی‌متر
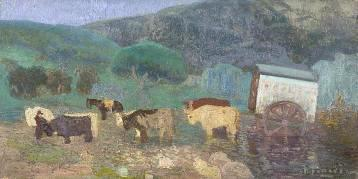
La carreta - گاری (رنگ روغنی روی مقوا) - ۷۰×۴۰ سانتی‌متر
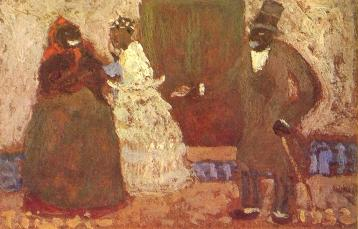
Galantería - زن‌نوازی (رنگ روغنی روی مقوا) - ۲۵٫۵×۱۶٫۵ سانتی‌متر
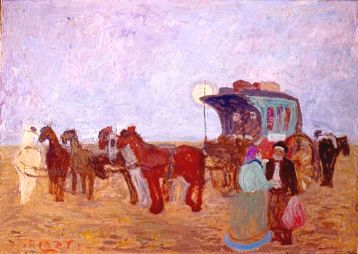
Recogiendo un pasajero - سوار کردن مسافر - (رنگ روغنی روی مقوا)

## فهرست نمایشگاه‌ها
- نقاشی در آمریکای لاتین، ۱۹۸۸، موزهٔ هنر مدرن (نیویورک)
- پدرو فیگاری بلندتر، ۱۹۵۶، سالتو
- نقاشی‌های پدرو فیگاری، ۱۹۴۷، موزهٔ هنرهای زیبا (هیوستون)
- نقاشی‌ها و تصاویر چاپی هنرمندان ملل مختلف، ۱۹۴۲، موزهٔ هنرهای زیبا (هیوستون)
- هنرمندان قرن بیستم آمریکای لاتین، ۱۹۹۳، موزهٔ هنر مدرن (نیویورک)

## فهرست آثار
- Candombe Bajo La Luna, 1922 (Alfredo Gonzalez Garano Collection)
- Pericon En La Estancia, 1924 (Museo Nacional de Bellas Artes)
- En Familia, 1924 (Andres Garmendia Uranga Collection)
- Pericon, 1925 (Roque Freire Collection)
- Del Entierro, 1928 (Alejandro Shaw Collection)
- Candombe, 1924 (Roque Freire Collection)
- Patio Colonial, 1924 (Raul C. Monsegur Collection)
- El Cielito Bajo El Monte, 1923 (Celina Gonzalez Garano Collection)
- Entierro, 1921 (Museo Nacional de Bellas Artes)
- La Pampa, 1927 (Museo Nacional de Bellas Artes)